# Coespeciação

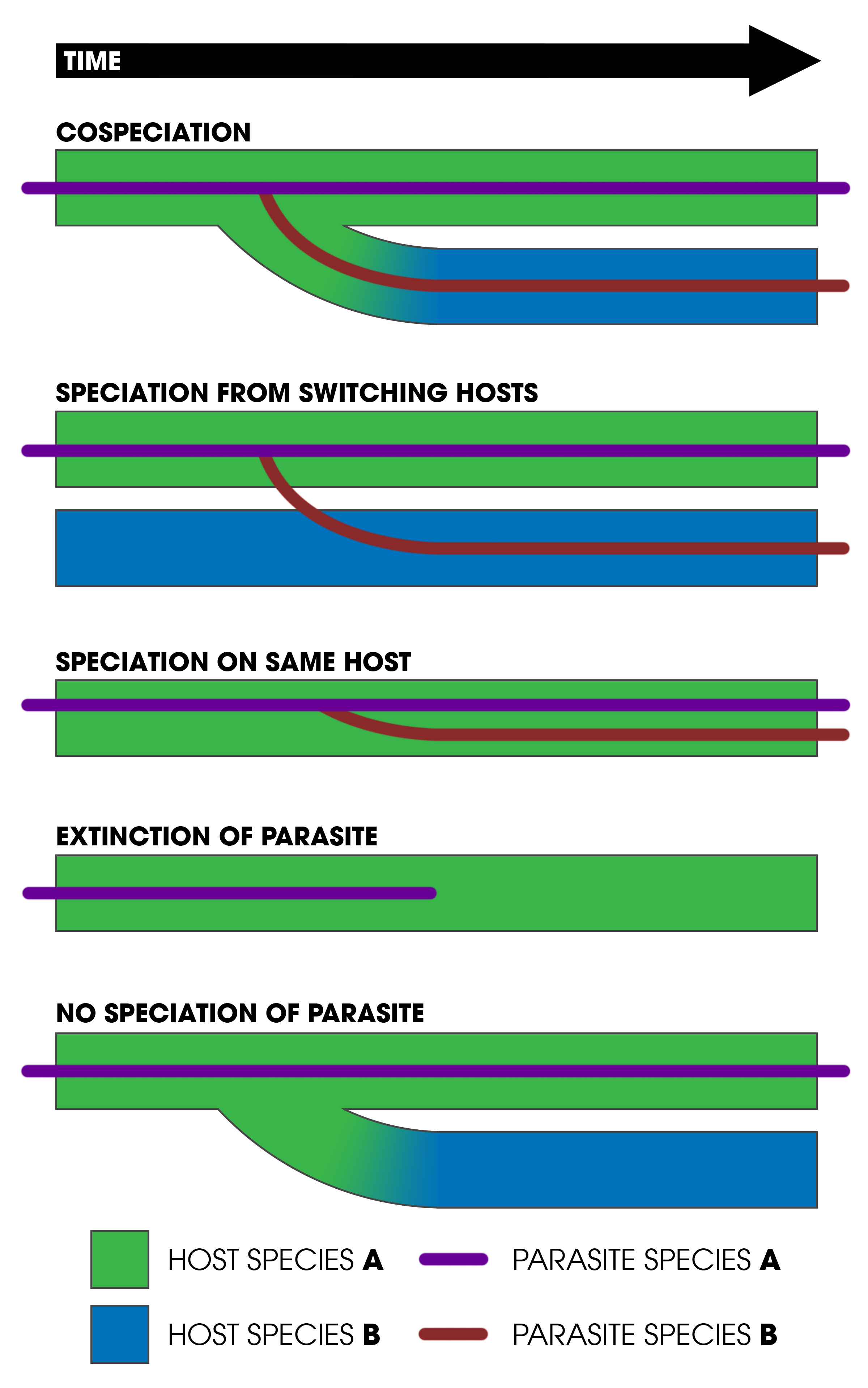
Cospeciação e associações hospedeiro-parasita. De cima para baixo:Cospeciação: o hospedeiro e o parasita se especificam ao mesmo tempo
Troca de hospedeiro: especiação quando o parasita troca de hospedeiro e evolui em isolamento reprodutivo
Especiação independente: o parasita se especia no mesmo hospedeiro, por razões não relacionadas ao hospedeiro
Extinção: o parasita é extinto no hospedeiro
"Perda do barco": o hospedeiro especifica, mas o parasita não acaba isolado reprodutivamente

A coespeciação é uma forma de coevolução na qual a especiação de uma espécie determina a especiação de outra espécie e é mais comumente estudada nas relações entre hospedeiro e parasita. No caso de uma relação parasita-hospedeiro, se dois hospedeiros da mesma espécie se aproximarem um do outro, os parasitas da mesma espécie de cada hospedeiro poderão se mover entre os indivíduos e acasalar com os parasitas do outro hospedeiro. No entanto, se ocorrer um evento de especiação na espécie hospedeira, os parasitas não poderão mais “cruzar” porque as duas novas espécies de hospedeiros não mais se acasalarão e, se o evento de especiação for devido a uma separação geográfica, é muito improvável que os dois hospedeiros interajam entre si. A falta de proximidade entre os hospedeiros acaba impedindo que as populações de parasitas interajam e se acasalem. Isso pode, em última análise, levar à especiação dentro do parasita.
De acordo com a regra de Fahrenholz, proposta pela primeira vez por Heinrich Fahrenholz [en] em 1913, quando ocorre a coespeciação entre hospedeiro e parasita, as filogenias do hospedeiro e do parasita passam a se espelhar. Nas filogenias hospedeiro-parasita e em todas as filogenias de espécies, o espelhamento perfeito é raro. As filogenias hospedeiro-parasita podem ser alteradas pela troca de hospedeiro, extinção, especiação independente e outros eventos ecológicos, o que dificulta a detecção da coespeciação. No entanto, a coespeciação não se limita ao parasitismo, mas foi documentada em relações simbióticas como as dos microorganismos intestinais em primatas.

## A regra de Fahrenholz
Em 1913, Heinrich Fahrenholz propôs que as filogenias do hospedeiro e do parasita acabarão se tornando congruentes ou se espelharão quando ocorrer a coespeciação. Mais especificamente, espécies de parasitas mais estreitamente relacionadas serão encontradas em espécies de hospedeiros estreitamente relacionadas. Assim, para determinar se a coespeciação ocorreu em uma relação hospedeiro-parasita, os cientistas usaram análises comparativas das filogenias do hospedeiro e do parasita.
Em 1968, Daniel H. Janzen [en] propôs uma teoria oposta à regra de Fahrenholz. Ao estudar a cospeciação nas relações entre plantas e insetos, ele propôs que as espécies têm uma gama fisiológica de condições e ambientes. Com o tempo, as características conservadas em uma espécie parasita permitem a sobrevivência em uma série de condições ou ambientes. O “ajuste ecológico”, como é conhecido, significa que parasitas mais próximos compartilharão características semelhantes que dizem respeito à sobrevivência em um determinado hospedeiro. Isso explica a congruência das filogenias hospedeiro-parasita.

## Coespeciação parasitária
A regra de Fahrenholz parece ser observada na cospeciação parasitária de esquilos de bolso e piolhos mastigadores.
Ela também é observada entre gramíneas Poaceae e nematóides Anguininae e entre algumas plantas e mariposas Phyllonorycter que minam as folhas.

## Co-especiação simbiótica

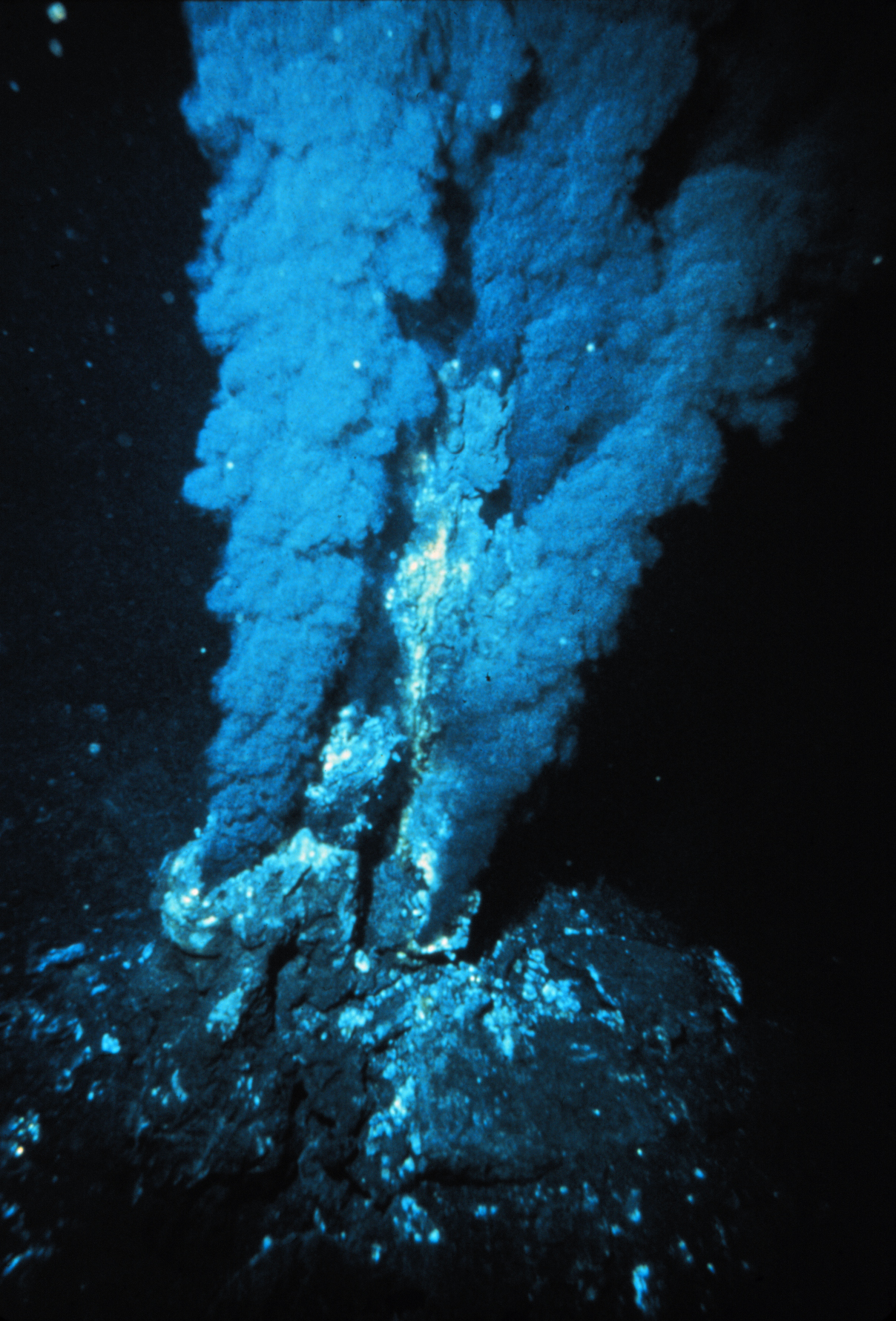
Os fumarolas negras fornecem energia e nutrientes para as bactérias quimioautotróficas, que, por sua vez, têm coespeciação simbiótica com moluscos do fundo do mar.

Entre os animais, a coespeciação simbiótica é observada entre Uroleucon [en] (pulgões) e Buchnera (plantas da família Orobanchaceae), entre moluscos de águas profundas e bactérias quimioautotróficas, e entre besouros Dendroctonus [en] e certos fungos.
A cospeciação simbiótica é encontrada entre formigas Crematogaster e plantas de Macaranga, entre figueiras Ficus e vespas de figo, e entre gramíneas Poaceae e fungos Epichloë.

## Falsa incongruência
Os dois principais obstáculos para determinar a coespeciação usando a regra de Fahrenholz são os casos de falsa congruência e falsa incongruência. A falsa congruência ocorre quando as filogenias do parasita e do hospedeiro se espelham, mas não devido à coespeciação, por exemplo, se os parasitas colonizassem os hospedeiros depois que as espécies de hospedeiros tivessem divergido e filogenias congruentes resultassem do acaso, mas isso é improvável. A falsa incongruência, quando a coespeciação ocorreu, mas as filogenias não se espelham, é mais comum e pode ser causada por vários fatores; ela também pode parecer estar presente se os parasitas presentes em um hospedeiro não forem detectados pelo experimentador.

### Troca de hospedeiro
Embora se acredite que os parasitas sejam especializados em uma determinada espécie de hospedeiro, é comum que um parasita colonize um hospedeiro diferente que não tenha sido colonizado anteriormente pela espécie do parasita. Se ocorrer uma “troca de hospedeiro [en]” após um evento de coespeciação, a presença do parasita em outras espécies de hospedeiro interromperá qualquer congruência potencial nas duas filogenias. Juntamente com a extinção ou a especiação independente, as comparações filogenéticas podem se tornar complicadas e mascarar completamente o evento de coespeciação.

### Especiação independente
Normalmente, a especiação independente não altera significativamente a análise filogenética usada para medir a coespeciação. Entretanto, em combinação com a extinção, a especiação independente pode se tornar muito problemática quando se tenta classificar as filogenias do hospedeiro e do parasita. A especiação independente ocorre quando uma única população em um único hospedeiro passa por especiação, resultando em duas linhagens irmãs de parasitas em um determinado hospedeiro. Em outras palavras, a linhagem do parasita se especia enquanto a linhagem do hospedeiro não. Isso se complica quando as duas linhagens de parasitas passam por cospeciação com o hospedeiro. Se uma das duas linhagens de parasitas for extinta da nova linhagem de hospedeiro, as filogenias do hospedeiro e do parasita começarão a se separar. Mesmo que o parasita e o hospedeiro tenham coespeciado juntos, as filogenias não serão congruentes.

### Extinção
Após a coespeciação, é possível que um parasita (ou simbionte) seja extinto enquanto seu hospedeiro sobrevive. Isso pode acontecer se, por exemplo, a espécie hospedeira se adaptar a um novo habitat.

### “Perdendo o barco”
Antes da especiação dos hospedeiros, se a distribuição da população de parasitas entre a população de hospedeiros for esporádica, é possível que, quando ocorrer a especiação do hospedeiro, ela ocorra com hospedeiros que não tenham a população de parasitas. Esse fenômeno é conhecido como “perder o barco” (ou "miss the boat"). Os parasitas poderiam coespeciar com seu hospedeiro no futuro, mas poderiam estar ausentes de algumas linhagens de hospedeiros. Assim como a extinção e a especiação independente, o fenômeno, por si só, provavelmente terá um efeito mínimo no mapeamento das filogenias; no entanto, em conjunto com a especiação independente, as filogenias do parasita e do hospedeiro podem começar a se separar.